# Atherigona seticauda
Atherigona seticauda este o specie de muște din genul Atherigona, familia Muscidae, descrisă de Malloch în anul 1926. Conform Catalogue of Life specia Atherigona seticauda nu are subspecii cunoscute.